# 浙江省立同德医院
浙江省立同德医院，又挂牌浙江省中医药研究院、浙江省精神卫生中心，是浙江省卫生健康委员会直属的三级甲等中西医结合医院，由浙江省第二中医院、原浙江省中医药研究院与浙江省精神卫生研究所于2000年重组而来。目前有翠苑、天目山路、闲林、之江和青山湖五个院区，通信地址为翠苑院区即杭州市古翠路234号。总占地面积660亩，有床位2100张。创办于1994年6月，是“九五”期间浙江省人民政府重点建设单位。

## 概况
根据官网2023年6月更新的资料，浙江省立同德医院有职工2730名、专业技术人员2560名、高级职称人员499名。有中西医结合肿瘤科、情志病学2个国家临床重点专科。现任院党委书记为谢国建，院长为胡智明。